# カリーナ・ラム
カリーナ・ラム（林 嘉欣、Karena Lam、1978年8月17日 - ）は台湾の歌手・女優。カナダバンクーバー市生まれ。父は香港人、母は日本人と台湾人のミックス。

## 経歴
1994年台湾で歌手デビューする。2001年映画界入りして、主に香港で活躍した。『男人四十』で第21回香港電影金像奨最優秀新人賞と最優秀助演女優賞をダブル受賞、第39回金馬奨最優秀助演女優賞も受賞した。2004年にはキャロル・ライ監督の映画『恋の風景』の主演女優となり、初めて中国の青島でロケに取り組んだ。2005年3月にはキリンチューハイ氷結ライチのCMで日本のテレビに初出演している。カナダでの生活が長かったため、広東語より英語が得意という。
2010年、CMディレクターのスティーブ・ユン（袁剣偉）と入籍し、10月に女児を出産。2011年8月4日には女優業の休業を発表したが、翌年復帰した。2015年、『百日告別』で第52回金馬奨最優秀主演女優賞を受賞した。

## 主な作品

### 映画
- 男人四十 男人四十 （2001年）（アジアフォーカス・福岡国際映画祭2002で上映）
- カルマ 異度空間 （2002年）
- ティラミス 戀愛行星 （2002年）
- ヒロイック・デュオ 英雄捜査線 雙雄 （2003年）
- 恋の風景 戀之風景 （2003年）
- カオマ 救命 （2004年）
- パティシエの恋 後備甜心 （2005年）（『デザート』の邦題で大阪アジアン映画祭2006で上映、改題し公開後2011年DVD発売）
- 姐御〜ANEGO〜 阿嫂 （2005年）
- シルク 詭絲 （2006年）
- 誘拐ゲーム 綁架 （2007年）（中国映画祭2007で上映）
- 安娜與安娜 (2007年)
- キャンディレイン 花吃了那女孩 （2008年） （第18回東京国際レズビアン&ゲイ映画祭で上映）
- 親密 親密 （2008年）（第21回東京国際映画祭で上映）
- お似合いカップル 愛情呼叫轉移2：愛情左右 （2008年）（2009東京・中国映画週間で上映）
- 恋人のディスクール 戀人絮語 （2010年）（大阪アジアン映画祭2011/2012で上映）
- ドラゴン・ブレイド 天將雄師（2014年）（中国版のみ）
- 百日告別 百日告別（2015年）
- 暗色天堂 暗色天堂（2016年）（香港映画祭2021で上映）
- ホワイト・ストーム 掃毒2天地對決（2019年）
- インテグリティ/煙幕 廉政風雲（2019年）
- アメリカから来た少女 美國女孩（2021年）